# آقای کوری
آقای کوری (انگلیسی: Mister Cory) فیلمی به کارگردانی بلیک ادواردز محصول سال ۱۹۵۷ کشور ایالات متحده آمریکا است.

## بازیگران
- تونی کرتیس در نقش Cory
- مارتا هایر در نقش Abby Vollard
- چارلز بیکفورد در نقش Jeremiah Des Plains 'Biloxi' Caldwell
- کاترین کرازبی در نقش Jen Vollard
- William Reynolds در نقش Alex Wyncott
- هنری دانیل در نقش Mr. Earmshaw
- Russ Morgan در نقش Ruby Matrobe
- ویلیس بوشی در نقش Mr. Vollard
- Louise Lorimer در نقش Mrs. Vollard
- Joan Banks در نقش Lily
- هری لندرز در نقش Andy
- گلن کرامر در نقش Ronnie Chambers
- Dick Crockett در نقش The cook